# 기독교대전방송
기독교대전방송(상호명 : 대전씨비에스, 약칭 : 대전CBS, 영어: Daejeon Christian Broadcasting System)은 개신교계 방송 중 하나로서, 대한민국 대전·세종·충남 지역의 민영 방송이다.
지상파 라디오 방송국을 가지고 있으며, 씨비에스 기업집단의 주력 업체로 CBSi, 노컷뉴스 등 다수의 계열사를 아래에 두고 있다.

## 역사

### 1960년대
- 1968년 기독교대전방송 설립위원회 조직 (위원장- 박종만 목사)
- 1968년 4월 기독교대전방송 설립기금 모금 활동

### 1980년대
- 1980년 4월 2일 기독교대전방송 설립추진위원회 재건총회 위원장: 김만재 목사(제일장로교회) 부위원장: 이준용 목사(선화감리교회) 홍순균 목사(중앙성결교회) 서기: 정원근 목사(동부성결교회) 재정부장: 안기석 장로 섭외부장: 황규상 장로 홍보부장: 김규태 목사(대전제일감리교회) 시설부장: 황정기 신부 총무: 변영민 국장(기독교 시청각)
- 1986년 7월 10일 기독교방송 기능정상화 서명운동
- 1987년 9월 13일 기독교대전방송 설립 청원서 공보처에 접수
- 1988년 2월 26일 기독교대전방송 설립추진위원회 제2차 총회 위원장: 김규태 감독(대전제일감리교회) 부위원장: 고용일 목사(선창장로교회) 전재국 장관(구세군 지방본영) 서정식 목사(서대전성결교회) 서기: 고재정 장로(문창장로교회) 회계: 임인봉 목사(루터제일교회) 총무: 변영민 목사(새벽감리교회)

### 1990년대
- 1991년 10월 17일 기독교방송 대전분실 개설(분실장-이광일)
- 1992년 2월 19일 기독교대전방송 설립추진위원회 제3차 총회(임원유임)
- 1996년 2월 13일 기독교대전방송 설립추진위원회 제4차 총회 위원장: 황정기 신부(성공회) 부위원장: 고용일 목사(예장통합) 이원기 목사(성결교) 박용래 목사(기장) 이내강 목사(기감) 총무: 김영배 목사(기장)
- 1996년 2월 25일 시내 가두서명 ‘기독교방송을 듣고 싶습니다’ (시민 3천여명 서명)
- 1996년 3월 5일   기독교대전방송 설립을 위한 진정서 공보처 장관에 발송
- 1996년 3월 12일 정관일부 변경 및 임원 보선 대표이사: 황정기 신부(성공회) 공동회장: 김병화 목사(예장통합), 이내강 목사(감리교) 최병남 목사(예장합동), 홍종현 목사(성결교) 편무해 목사(그리스도), 안종만 목사(침례교) 최부영 목사(복음교회), 김석산 목사(기하성) 홍동표 목사(예장개혁), 박용래 목사(기장) 김광재 장관(구세군) 총무: 김영배 목사(기장)
- 1997년 4월 24일 기독교대전방송 설립을 위한 ‘새롭게 하소서’공개방송
- 1998년 2월 27일 CBS이사장, 사장 초청 대전지역 교계지도자 간담회 개최 (장소: 유성호텔)
- 1998년 3월 30일 기독교대전방송 설립추진위원회 제5차 총회 대표회장: 김영웅 감독(감리교) 공동회장: 김병화 목사(예장통합), 신형철 목사(성결교) 최병남 목사(예장합동), 유병문 목사(침례교) 편무해 목사(그리스도), 김용욱 목사(기하성) 최부영 목사(복음교회), 장명석 장관(구세군) 홍동표 목사(예장개혁), 박용래 목사(기장) 총무: 김영배 목사(기장) 사무국장: 김영범 목사(감리교)
- 1998년 7월 7일 문화관광부로부터 허가추천서 받음
- 1998년 7월 24일 초대 임승쾌 본부장 부임
- 1998년 7월 31일 기념 축하연 개최
- 1998년 9월 11일 기독교대전방송 개소 예배
- 1998년 10월 31일 공동회장단 회의에서 감리교 이유식 감독을 대표회장으로 보선
- 1998년 11월 3일 기독교대전방송 개설 준비위원회 조직 (위원장- 이유식 감독회장)
- 1998년 12월 1일 기독교대전방송 창립기념 “복음성가 대축제” (한빛감리교회)
- 1998년 12월 21일 기독교대전방송 창립 (호출부호 HLDX 주파수 91.7MHz 출력5kw)
- 1999년 2월 2일 제2대 조춘택 본부장 부임
- 1999년 3월 24일 운영이사회 조직 (이사장-조성근 목사)
- 1999년 6월 27일 대전CBS 소년소녀 합창단 창단
- 1999년 12월 21일 창립1주년 기념예배 및 기념음악회

### 2000년대
- 2000년 6월 30일 기독교대전방송 난청지역해소를 위한 ‘새롭게 하소서’ 공개방송 (당진감리교회)
- 2000년 7월 24일 조영훈 3대 본부장 부임
- 2000년 12월 5일 “뉴욕 에보니 합창단 초청”창립 2주년 기념 음악회
- 2000년 12월 21일 창립2주년 기념예배 (유성호텔)
- 2001년 3월 1일 제2대 운영이사장 김병화 목사(예장통합) 취임
- 2001년 12월 18일 창립3주년 “불가리아 소피아마드리갈 합창단”초청공연
- 2001년 12월 21일 창립3주년 기념예배 (유성호텔)
- 2002년 12월 6일 창립4주년 기념 덴마크 국립합창단 초청공연
- 2002년 12월 18일 창립4주년 감사예배 (유성호텔)
- 2003년 2월 18일 제4회 CBS대전방송 소년소녀합창단 정기연주회
- 2003년 3월 25일 제3대 운영이사장 유병문 목사(기침) 취임
- 2003년 4월 14일 제4대 손호상 본부장 부임
- 2003년 4월 25일 부활절기념 음악회- 불가리아 세인트 매토디 합창단 (우송예술회관)
- 2003년 6월 3일 운영이사회(리베라호텔)
- 2003년 6월 12일 제4회 CBS배 목회자 친선 볼링대회(삼부스포렉스 볼링장)
- 2003년 7월 10일 제5대 조춘택 본부장 부임
- 2003년 7월 24일 공주지역 복음성가 축제 (공주중앙감리교회)
- 2003년 9월 4일 가을 CCM 콘서트 (부여 청소년수련원)
- 2003년 12월 4일 창립5주년 기념 (터키 국립합창단 초청공연)
- 2004년 3월 11일 The Classic “박종호와 이삼열 오케스트라”콘서트 (충남대학교 정심화 국제문화회관)
- 2004년 4월 17일 CBS대전방송 부활절 기념 제1회 성가합창제 (엑스포아트홀)
- 2004년 6월 17일 러시아 국립 모스크바 남성합창단 내한공연 (우송예술회관)
- 2004년 9월 1일 제6대 김종락 본부장 부임
- 2004년 9월 10일 홍성 크리스천축제 (홍성제일감리교회)
- 2004년 11월 6일 당진지역 중계소 설치를 위한 부흥대성회 (당진 실내체육관)
- 2004년 12월 21일 창립6주년 크리스마스 축제 (충남대학교 정심화 국제문화회관)
- 2005년 2월 4일 제4대 운영이사장 신청 목사 취임
- 2005년 3월 10일 CBS대전방송 소년소녀합창단 “제5회 정기연주회” (엑스포아트홀)
- 2005년 3월 17일 24시간 연장방송
- 2005년 4월 2일 CBS대전방송 부활절 기념 제2회 성가합창제 (우송예술회관)
- 2005년 4월 14일~15일 운영ㆍ유지이사회 야유회 및 세미나 (충북단양일원)
- 2005년 4월 25일 독거노인돕기 친선 골프대회 (에딘버러CC)
- 2005년 5월 12일 한ㆍ러수교 15주년기념 볼쇼이 오페라 주역가수 초청 내한공연 (충남대학교 정심화 국제문화회관)
- 2005년 6월 16일 대전ㆍ충남지역 성시화를 위한 윤석전 목사 초청 부흥회 (충무실내체육관)
- 2005년 7월 16일 CBS대전방송 “장경동 목사 초청 아산시 부흥대성회” (아산시민체육관)
- 2005년 10월 29일 예산지역복음화를 위한“장경동 목사 초청 부흥대성회” (예산제일감리교회)
- 2005년 11월 1일 2005 운영이사회 하반기 정기 이사회 - 운영이사 88명, 유지이사 20명, 총 108명 (이투힐)
- 2005년 12월 19일 CBS대전방송 창립7주년 기념 크리스마스 대축제 - “찬양 속에 피어난 말구유 이야기” (충남대학교 정심화 국제문화회관)
- 2006년 1월 31일~2월 1일 2006 정기운영이사회 - 일본선상예배 운영이사 37명, 유지이사 8명, 총 45명 참석
- 2006년 3월 1일~4월 8일 공주지역 복음화를 위한 장경동 목사 초청 부흥회 (공주백제체육관)
- 2006년 5월 3일 대전선교 100년 박종순 목사 초청 복음화 대성회 (충무체육관)
- 2006년 6월 24일 대전CBS 제3회 성가합창제 (우송예술회관)
- 2006년 9월 10일 태안지역 복음화를 위한 김문훈 목사 초청대성회 (태안문화예술회관)
- 2006년 10월 15일 보령지역 복음화를 위한 박종순 목사 초청대성회 (대천중앙장로교회)
- 2006년 10월 21일 홍성지역 복음화를 위한 장경동 목사 초청대성회 (홍성장로교회)
- 2006년 11월 7일 대전CBS 창립8주년 기념 홀리콰이어 창단연주회 (연정국악문화회관)
- 2006년 11월 18일 제2회 대전CBS 국제 하프마라톤대회 (대청호 일원)
- 2006년 12월 18일 대전CBS 창립 8주년 기념 크리스마스 대축제 (충남대학교 정심화 국제문화회관)
- 2006년 12월 27일 제7대 조백근 본부장 부임
- 2007년 3월 22일 제5대 운영이사장 오정호 목사 (새로남교회) 취임
- 2007년 3월 1일~5월 5일 제4회 CBS컵 크리스천 축구대회 (배재대학교, 충남대학교 의과대 운동장)
- 2007년 4월 7일 제3회 대전CBS 국제 하프마라톤대회 (한밭종합운동장)
- 2007년 5월 10일 2007 볼쇼이 오페라 가수 및 발레리나 초청대공연 (충남대학교 정심화 국제문화회관)
- 2007년 6월 10일 장경동 목사와 함께하는 CBS행복축제 부흥대성회 (장항장로교회)
- 2007년 8월 3일 대전CBS 창립9주년 기념 러시아 상트페테르부르크 국립 아이스쇼 초청대공연 (남선공원 아이스링크)
- 2007년 10월 1일~05일 2007 정기운영이사회ㆍ세미나 및 선상예배 (베트남)
- 2007년 11월 4일 천안ㆍ아산지역 CBS TV 시청을 위한 장경동 목사 초청 부흥대성회 (하늘중앙교회)
- 2007년 11월 16일 대전CBS 창립9주년 기념 “가을편지”콘서트 (충남대학교 정심화 국제문화회관)
- 2007년 12월 14일 대전CBS 홀리콰이어 제2회 정기연주회 (CMB 엑스포아트홀)
- 2008년 2월 18일 제8대 이재천 본부장 부임
- 2008년 4월 5일 창립10주년 기념 푸른도시만들기 마라톤대회 (엑스포 남문광장)
- 2008년 4월 7일 TV 교계뉴스 로컬방송 시작(Cable 68번, 1일 3회)
- 2008년 5월 29일 Big3 김동규, 강무림, 김은혜 콘서트 (충남대학교 정심화 국제문화회관)
- 2008년 7월 3일 장경동 목사 초청 부흥성회 (금산제일장로교회)
- 2008년 9월 3일 한국방송대상 지역라디오 취재보도부문 수상 (정세영, 신석우 기자)
- 2008년 9월 21일 농촌지역 의료봉사활동 (충남부여 라복성결교회)
- 2008년 11월 4일 창립10주년 기념 “가을편지 콘서트” (충남대학교 정심화 국제문화회관)
- 2008년 11월 14일 태안사랑 희망장터 (안영동 농산물유통센터)
- 2008년 12월 19일 창립10주년 기념예배 (기독교연합봉사회관 2층)
- 2009년 3월 20일 제6대 운영이사장 김등모 목사 (대전영락장로교회) 취임
- 2009년 4월 25일 창립11주년 기념 푸른도시만들기 황토맨발걷기대회 (장동 계족산)
- 2009년 6월 15일 제9대 권주만 본부장 부임
- 2009년 6월 23일 오페라 “카르멘”주역가수 초청 갈라콘서트 (충남대학교 정심화 국제문화회관)
- 2009년 7월 20일 권주만 본부장 취임 예배 (기독교연합봉사회관 2층)
- 2009년 10월 27일 2009 대전CBS “CCM축제”(한밭제일장로교회)
- 2009년 11월 12일 창립11주년 기념 “가을편지 콘서트” (충남대학교 정심화 국제문화회관)
- 2009년 12월 10일 2009 성탄축하연합예배 (새로남교회)
- 2009년 12월 28일대전CBS 권사합창단 창단음악회 (CMB엑스포아트홀)

### 2010년대
- 2010년 3월 22일 창립12주년 기념“신춘음악회” (우송예술회관)
- 2010년 4월 28일 2010 함께 만들어가는 “아름다운 음악회” (충남대학교 정심화 국제문화회관)
- 2010년 6월 17일 CBS 아신시 전도컨퍼런스 (아산동천교회)
- 2010년 7월 15일 CBS 대전 평신도 전도컨퍼런스 (한밭제일장로교회)
- 2010년 12월 6일 창립12주년 기념 "합창제" (대전CMB엑스포아트홀)
- 2011년 4월 17일 제7대 운영이사장 박경배 목사 (송촌장로교회) 취임
- 2011년 4월 22일 창립13주년 기념 "2011 함께 만들어가는 아름다운음악회" (충남대학교 정심화 국제문화회관)
- 2011년 6월 14일 CBS 그린폰 캠페인 "환경사랑 음악회" (충남대학교 정심화 국제문화회관)
- 2011년 7월 5일 CBS 대전 평신도 전도컨퍼런스 (한밭제일장로교회)
- 2011년 9월 5일 2011 CBS 서산 평신도 전도컨퍼런스 (서산중앙감리교회)
- 2011년 11월 14일 창립13주년 기념 "가을편지 콘서트" (충남대학교 정심화 국제회관)
- 2011년 12월 19일 창립13주년 기념 "대전CBS 음악회" (대전명성교회)
- 2012년 2월 20일 CBS 천안 평신도 전도컨퍼런스 (천안성실교회)
- 2012년 2월 22일 아산시 운영이사회 창립 및 취임 감사예배 (신곡감리교회)
- 2012년 3월 21일 천안시 운영이사회 창립 및 취임 감사예배 (천안성실교회)
- 2012년 3월 27일 창립 14주년 기념 "부활절 기념 음악회" (우송예술회관)
- 2012년 4월 11일 예산군 운영이사회 창립 및 취임 감사예배 (예산제일감리교회)
- 2012년 4월 26일 홍성군 운영이사회 창립 및 취임 감사예배 (홍성제일감리교회)
- 2012년 4월 30일 창립 14주년 기념 "2012 함께 만들어가는 아름다운 음악회" (충남대학교 정심화 국제문화회관)
- 2012년 5월 4일 태안군 운영이사회 창립 및 취임 감사예배 (소망교회)
- 2012년 5월 19일 대전CBS 이단대책 세미나 (대전 충무체육관)
- 2012년 5월 23일 당진시 운영이사회 창립 및 취임 감사예배 (상록수교회)
- 2012년 6월 1일 대전 CBS 내포방송 송출 개시 (FM 99.3MHz, 예산군 응봉명 계정리 중계소)
- 2012년 6월 4일 대전CBS 내포방송 개국 축하 감사예배 (덕산 리솜캐슬)
- 2012년 6월 19일 내포방송 개국 축하 콘서트 (홍성 홍주문화회관)
- 2012년 6월 27일 서산시 운영이사회 창립 및 취임 감사예배 (본향장로교회)
- 2012년 6월 28일 제10대 정복수 본부장 부임
- 2012년 7월 3일 2012 대전CBS 전도컨퍼런스 (한밭제일장로교회)
- 2012년 10월 25일 희망나눔 콘서트 (충남대학교 정심화 국제문화회관)
- 2012년 12월 20일 대전CBS, 성시화운동본부화 함께하는 사랑, 나눔, 희망 콘서트 (홍성 하늘문감리교회)
- 2013년 3월 10일 제8대 운영이사장 박문수 목사(둔산중앙침례교회) 취임
- 2013년 4월 25일 창립15주년 기념 "2013 함께 만들어가는 아름다운 음악회" (충남대학교 정심화 국제문화회관)
- 2013년 5월 9일 대전CBS 임시 운영,유지이사회 (리베라호텔)
- 2013년 6월 1일 대전CBS 이단대책 세미나 (대전충무체육관)
- 2013년 8월 10일 성주산 힐링타임 (성주산 자연휴향림)
- 2013년 10월 1일 희망 나눔 콘서트 (충남대 정심화홀)
- 2013년 11월 5일 제11대 이희상 본부장 부임
- 2013년 12월 1일 불우이웃과 미자립교회 돕기 찬양콘서트
- 2014년 2월 14일 정기 운영이사회
- 2014년 4월 10일 2014 함께 만들어가는 아름다운 음악회
- 2014년 7월 2일 내포방송 개국3주년 기념 희망 콘서트(예산제일감리)
- 2014년 8월 8일~09일 CBS와 함께하는 제 2회 성주산힐링캠프
- 2014년 10월 1일 논산시운영이사회 창립,취임 감사예배(논산제일감리교회)
- 2014년 10월 6일 CBS 창사 60주년, 대전CBS 창립 16주년 기념 가을 음악회
- 2014년 11월 1일 소년소녀합창단 창단 감사예배 및 창단식
- 2014년 11월 2일 논산시민과 함께하는 가을음악회(논산문화예술회관)
- 2014년 12월 1일 2014 김동규 초청 희망나눔콘서트(우송예술회관)
- 2014년 12월 19일 대전CBS 창립16주년 기념 미자립교회 후원금 전달식(예배실)
- 2015년 3월 15일 제9대 운영이사장 이영환 목사(한밭제일장로교회) 취임
- 2015년 6월 22일 제12대 지영한 본부장 부임
- 2015년 7월 22일 내포방송 개국 4주년 기념 희망 콘서트(홍성제일감리교회)
- 2015년 10월 13일 2015 복지만두레 희망 나눔 콘서트 (충남대 정심화홀)
- 2015년 10월 31일~11월 1일 CBS와 함께하는 제 3회 성주산 힐링캠프
- 2015년 11월 19일 CBS 시네마 첫 작품 “프리덤” 개봉
- 2015년 12월 9일 소외이웃과 미자립교회 돕기 송년음악회(한밭제일교회)
- 2015년 12월 21일 대전CBS 창립 17주년 기념 감사예배(예배실)
- 2017년 3월 17일 대전CBS 제10대운영이사장 대전하늘문교회 이기복 감독 부임
- 2017년 6월 1일 대전CBS,서산시운영이사회 공동으로 대전CBS 신사옥건축을 위한 찬양축제 개최(서산성결교회)

## 방송 송출 시설망
| 대전CBS 라디오 | 대전CBS 라디오 | 대전CBS 라디오 | 대전CBS 라디오 | 대전CBS 라디오                      | 대전CBS 라디오             |
| 송신소         | 주파수         | 출력           | 호출부호       | 송신소 위치                         | 방송구역                   |
| -------------- | -------------- | -------------- | -------------- | ----------------------------------- | -------------------------- |
| 식장산 송신소  | FM 91.7㎒      | 5㎾            | HLDX-SFM       | 대전 동구 낭월동 300 (TJB 대전방송) | 대전·세종·충남·충북 전지역 |
| 홍성 중계소    | FM 99.3㎒      | 100W           | HLDX-SFM       | 충남 예산군 응봉면 계정리 119-6     | 대전·세종·충남·충북 전지역 |

### 라디오 시보 멘트
- 대전 FM 91.7MHz, 홍성, 예산 FM 99.3MHz 바르고 따뜻한 세상을 만드는 방송 대전CBS입니다. HLDX

## 같이 보기
- CBS
- KBS대전방송총국
- 대전MBC
- TJB
- cpbc 대전가톨릭평화방송
- TBN 대전교통방송
- 금강FM
- 국방FM
- 대전극동방송
- 대전국악방송